# Luna Park (émission de télévision)
Pour les articles homonymes, voir Luna Park.
Luna Park est une émission de télévision hebdomadaire, consacrée à l'actualité du jeu vidéo et diffusée sur la RTBF de septembre 1993 à 1996. Elle était présentée par Sam Touzani, accompagné par un visage virtuel nommé Maniak,.

## Récompenses
- Prix de la meilleure émission pour jeunes "Europa Tv", Saint-Marin, 1994[2].